# Championnat du monde B de rink hockey masculin 1986
Navigation
Championnat du monde B 1984 Championnat du monde B 1988
Le Championnat du monde B de rink hockey masculin 1986 est la deuxième édition des championnats du monde B de rink hockey, organisé à Mexico au Mexique. Les trois premières équipes de cette compétition gagnent le droit de participer au Championnat du monde masculin A de rink hockey 1988 à La Corogne en Espagne. Parmi les équipes participantes, l'Allemagne et les Pays-Bas sont rétrogradés du groupe A car, avec la Suisse qui a renoncé à participer à ces championnats B, ces équipes faisaient partie des trois derniers du Championnat du monde A de rink hockey masculin 1984.

## Participants
Neuf équipes prennent part à cette compétition.
- Allemagne
- Australie
- Colombie
- Costa Rica
- Japon
- Mexique
- Mozambique
- Nouvelle-Zélande
- Pays-Bas

## Résultats
| Rang | Équipe           | Pts | J | G | N | P | Bp | Bc  | Diff |  | Résultats        |  |     |     |      |     |     |     |      |      |
| ---- | ---------------- | --- | - | - | - | - | -- | --- | ---- |  | ---------------- |  | --- | --- | ---- | --- | --- | --- | ---- | ---- |
| 1    | Allemagne        | 15  | 8 | 7 | 1 | 0 | 91 | 20  | +71  |  | Allemagne        |  | 5-5 | 6-2 | 11-4 | 6-1 | 7-4 | 6-3 | 20-1 | 30-0 |
| 2    | Pays-Bas         | 14  | 8 | 6 | 2 | 0 | 83 | 12  | +71  |  | Pays-Bas         |  |     | 5-0 | 4-2  | 8-1 | 3-3 | 9-0 | 13-0 | 36-1 |
| 3    | Mozambique       | 10  | 8 | 5 | 0 | 3 | 40 | 24  | +16  |  | Mozambique       |  |     |     | 5-4  | 3-0 | 5-2 | 3-4 | 6-2  | 16-1 |
| 4    | Australie        | 10  | 8 | 5 | 0 | 3 | 65 | 29  | +36  |  | Australie        |  |     |     |      | 6-2 | 7-3 | 8-4 | 11-0 | 23-0 |
| 5    | Colombie         | 8   | 8 | 4 | 0 | 4 | 38 | 30  | +8   |  | Colombie         |  |     |     |      |     | 5-1 | 6-5 | 12-1 | 11-0 |
| 6    | Nouvelle-Zélande | 7   | 8 | 3 | 1 | 4 | 43 | 32  | +11  |  | Nouvelle-Zélande |  |     |     |      |     |     | 4-3 | 6-1  | 20-1 |
| 7    | Mexique          | 6   | 8 | 3 | 0 | 5 | 46 | 37  | +9   |  | Mexique          |  |     |     |      |     |     |     | 6-0  | 21-1 |
| 8    | Japon            | 2   | 8 | 1 | 0 | 7 | 11 | 74  | -63  |  | Japon            |  |     |     |      |     |     |     |      | 6-0  |
| 9    | Costa Rica       | 0   | 8 | 0 | 0 | 8 | 4  | 163 | -159 |  | Costa Rica       |  |     |     |      |     |     |     |      |      |